# Aeroportul Long Semado
Aeroportul Long Semado (IATA: LSM, ICAO: WBGD) este un aeroport din Sarawak, Malaysia ce deservește zona Long Semado⁠(d). A fost numit după zona deservită.
Situat la o altitudine de 655 m, aeroportul dispune de o singură pistă. Este operat de Malaysia Airports⁠(d).